# 越前竹人形
『越前竹人形』（えちぜんたけにんぎょう）は、1963年（昭和38年）に発表された水上勉の小説。同年に映画化、翌年に舞台化され、その後ドラマ化された。
この作品をきっかけに生まれた同名の郷土玩具「越前竹人形」は、1994年に福井県の郷土工芸品に指定された。（後節参照）

## あらすじ
大正11年の秋末、福井県（旧越前国）武生市の山奥にある寒村・竹神部落に住む竹細工師・氏家喜左衛門が68歳で亡くなった。翌月、後継ぎの一人息子・喜助（21歳）のもとへ「芦原の玉枝」と名乗る齢三十路前と思しき女性が墓参に訪れ、ひとり涙して帰って行った。
女のことが気になって仕方がなかった喜助は、翌春芦原温泉街の遊廓「花見家」に玉枝を探し出した。玉枝の部屋には初めて目にする花魁姿の巧緻な竹人形が飾られており、喜助を驚愕させる。父喜左衛門から十年も前にもらったものという。以来喜助も父と同じように玉枝に惹かれ、互いに幾度かの往来を重ねて、その年の夏から二人は同棲を始めた。生き甲斐を得て仕事に励む喜助だったが、夜の共寝を拒絶し続けて玉枝を困惑させる。喜助は、三歳で死に別れた顔も知らない母への憧憬を玉枝に重ね合わせていたのである。そして、その玉枝に対する錯綜した気持ちを、父と同じく手すさびの竹人形に込めて表現する。ところが、仕事の合間に作ったこの竹人形が、郷土民芸展への出品をきっかけに、思いがけず京都へと販路が開かれ、このことが玉枝の人生を予期せぬ運命に導いて行くことになる。
半年後、竹人形の仕入れのため、たまたま喜助の留守中に氏家家を訪れた京人形老舗卸元「兼徳」の番頭・崎山忠平に求められるまま、体を許してしまった玉枝は不幸にも男の種を宿してしまう。崎山は玉枝が京都島原の妓楼に出ていた時のなじみ客で、十余年ぶりの偶然の再会であった。四ヵ月後、妊娠に青ざめた玉枝は集金を口実にひとり京都へ出て崎山に自らの苦衷を訴えるが、お腹の子が崎山の子であると容易に信じてくれるはずもなく、旅館で再び乱暴されたうえ、堕胎を引き受けてくれる医者の紹介も、翌日の電話で体良く断られる。結局、伏見の向島に住む唯一の肉親である叔母に相談するしかなくなった玉枝は、留守だった叔母の家から、叔母が客引きとして働く中書島のかつらぎ楼に向かう途中、宇治川の渡し舟に乗込んだところで、京都駅から引きずってきた下腹の痛みに耐えられず気を失う。対岸に着いた舟の上で我にかえった玉枝は、微笑をうかべる老船頭から、おりた赤子は自分の裁量で川へ流したと聞かされ、「ご恩は生涯忘れしまへん」と舟板に手を着いて頭を垂れる。
竹神部落に戻って四ヵ月ののち、風邪がもとで寝付いた玉枝は医者から結核を告げられ、喜助の看病もむなしく、二ヵ月足らずで息を引き取った。玉枝は臨終の床でしみじみと語る。「…あては、お父さんのお嫁さんになりますのえ。喜助はんの嫁さんにしてもらおと思てここへきましたけど、喜助はんは、あてのことお母はんやいうて、ちっとも嫁さんにしてくれはらしまへなんだ」。父の墓の隣に玉枝を埋葬した喜助はその三年後、謎の自殺を遂げた。玉枝の死後、竹人形の製作を断ち切って白痴男になったとも伝わる。

## 作品背景

### 登場人物
主人公喜助の父、氏家喜左衛門のモデルは著者水上の父親と告白している。大工職人だった水上の父は、仕事の合間に煤竹を使って鳥籠や尺八を家で細工していて、子供の頃それらの作業を飽きずに眺めていたという。
また、喜左衛門の恋人・玉枝についても多少のモデルがあり、水上が21歳当時通った小浜市三丁町の遊女が、水上の父のことを知っていた思い出を玉枝に重ねて人物を創造してみたと話す。

### 竹人形
越前や若狭の村々には、農閑期の手職として竹細工を楽しむ人がいくらでもいたが、この小説執筆当時、越前に今のような竹人形はなく、水上が当地で目にしたものも、どこかの応接間に飾られていた媼翁の置人形（尾崎欽一作）くらいだった。髪は染めた糸だったが、胴体と足に竹を用い、袂にふくらみをもたせた衣は、竹の皮の紋様を使うなどして巧みに表現されていた。その後、東京に戻ってから、置人形とは別の太夫人形や雪人形を空想した水上は、竹を使ってどうにか人形ができないかと考え、竹工関係の古書に当ってみたところ、あらゆる竹工芸が紹介された冊子にも人形の記載だけがなかった。そこで、花籠・笛・鳥籠の製作工程を読みながら、父親の作業ぶりを思い出し、頭の中で「竹人形」を案出した、と述べている。「勝手な空想だから、文章の上で、その製品のしあがりを、読者にたんのうして貰えばいい、と信じたのである。」（水上）。
小説『越前竹人形』が芝居や映画になって以降、郷里の越前では小説に登場する姿の竹人形が出回るようになった。「それまで、そう有名でもなかった細工師たちが、競って竹人形を発表した」（水上）のである。先述した尾崎欽一が、まず精巧な作品を次々と発表して「越前竹人形」はさらに知名度を上げ、福井県下のホテルや土産物店に並ぶようになった。水上が指摘するところでは、それらはみな、小説に登場する「玉枝人形であった」（水上）という。
その後、当地で多産されるようになった竹人形は、「越前竹人形」の名称で福井県の郷土工芸品に指定された。（後節参照）

## 評価
連載（三回）完結後、吉田健一（英文学者）が読売新聞紙上にて賞讃した。
次いで、若い人の作品をめったに読まないという作家の谷崎潤一郎が、「越前竹人形を読む」と題する長い文章を1963年9月12日から毎日新聞紙上で三回にわたって発表した。「私は近頃これほど深い興味を以て読み終つたものはなかつた」、「深沢七郎君の「楢山節考」を読んで以来の感激…」、「西洋臭いところがなく、純然たる日本の田舎の世界である」、「筋に少しの無理がなく自然に運ばれてゐるのもいゝ。玉枝を竹の精に喩へてあるせゐか、何の関係もない竹取物語の世界までが連想に浮んで来るのである」などの感想が寄せられた。これに対し水上は「原稿十枚以上もの過褒のことばは身に染みてありがたかった」、「大きな勲章をもらったような気がした」と恐縮している。ただ、この寄稿の中で谷崎は、物語の眼目となっている終盤の二章にいくつかの注文を付け、宇治川での出来事からあとの章は「省略した方が余韻がありはしないだろうか」などと問うており、後年水上は「なるほどと思った」「小説の芸を考える上で大きな教訓となった」と当時の心境を綴っている。

## 映画
1963年10月5日公開。大映（現・角川映画）製作・配給。

### キャスト
- 玉枝：若尾文子
- 喜助：山下洵一郎
- お光：中村玉緒
- 船頭：中村鴈治郎
- 善海和尚：殿山泰司
- 長七：伊達三郎
- 医者：浜村純
- 忠平：西村晃
- 与兵衛：寺島雄作
- 山田：水原浩一
- 検番の男：天野一郎
- 島原の男衆：石原須磨男
- お時：村田扶実子
- 鮫島：称十代目 嵐三右衛門

### スタッフ
- 監督：吉村公三郎
- 製作：永田雅一
- 脚色：笠原良三
- 企画：高森富夫
- 撮影：宮川一夫
- 音楽：池野成
- 美術：西岡善信
- 編集：西田重雄
- 録音：海原幸夫
- スクリプター：西地正満
- 照明：岡本健一

## TVドラマ

### 1964年版
1964年に日本テレビで毎週月曜日 - 金曜日7:30 - 7:40（JST）枠にて放送された。

### 1973年版
1973年1月4日 - 2月23日にTBS「花王 愛の劇場」枠にて放送された。

#### キャスト
- 玉枝 - 司葉子
- 氏家喜助 - 池田秀一
- 崎山忠平 - 北村和夫
- 喜左衛門 - 下條正巳
- 菅井一郎
- 人形問屋の主人 - 清水元→河津清三郎
- 船頭 - 加藤嘉
- 今福正雄（今福将雄）
- 桐生かほる
- 渡辺千世

#### スタッフ
- 脚本 - 中井多津夫
- 監督 - 杉江敏男、野長瀬三摩地
- 音楽 - 土田啓四郎
- 制作 - 東宝、TBS
- 主題歌 - 「越前竹人形」作詞・西沢爽　作曲・土田啓四郎　歌・島倉千代子

## 工芸品
越前竹人形（えちぜんたけにんぎょう）は、福井県の郷土玩具にして、県指定の郷土工芸品。おもな産地は福井市（1994年指定）、坂井市丸岡町（1994年指定）、あわら市（2018年指定）。
福井県は郷土玩具が少ない、あるいは郷土玩具不毛の地とされてきたが、その隙間を縫って登場したのが越前竹人形である。水上勉の小説『越前竹人形』にヒントを得た新しい郷土玩具で、能楽や歌舞伎などに題材を取り、勧進帳や虚無僧などがある。衣服・胴体・髪など人形のすべての部位が竹や竹の皮の素材を活かして作られている。

### 福井市
ひそかに竹人形に熱中してきた人物が尾崎欽一で、竹の美点をいかして巧緻な独自の人形を完成させた。それまで、媼翁の能人形や嫁おどしの般若の面を使った竹人形などを作っていたが、小説『越前竹人形』が発表されて以降は遊女をモデルとした太夫人形を作り始めた。東京芸術座で舞台『越前竹人形』が上演された際に初めて上京し、自身の太夫人形を世に問うて絶賛された。その後に越前地方のドライブインやホテルで売られた越前竹人形は、みな尾崎の作品の「イミテーション」（水上）とも評された。現在は子息が工房を継いでいる。

### 坂井市丸岡町
昭和20年代、師田保隆・三四郎兄弟は竹籠・花器を作った際の廃材を再利用し、遊び心で人形を作り始めた。1955年の富山博覧会への出展をきっかけに、それまでの竹籠作りを止め、人形を中心に製作し現在に至る。
2007年、坂井市及びその周辺地域で作ったものが地域団体商標として登録された。坂井市丸岡町の越前竹人形の里で展示・販売されている。